# TV3+
TV3+ er en dansk tv-kanal. Ejes af Viaplay Group. Det er en søsterkanal til TV3.
Kanalen opstod i 1995, da den blev lanceret under navnet TV6 Danmark, som var specielt henvendt sig til kvinder, og senere i 1996 blev den sammenlagt med ungdomskanalen ZTV som blev lukket ned samme år og TV6 Danmark blev erstattet af en ny kanal der blev kaldt 3+. 3+ blev først etableret i 1994 og senere begyndte den at sende via satellit fra London i 1996[kilde mangler] samtidig med ZTV, inden den blev nedlagt året efter. Ligesom TV3 ejes TV3+ af Nordic Entertainment Group. 
TV3+ sender hovedsagelig amerikanske film, serier og underholdningsprogrammer. Kanalen sender ligesom TV3 hele døgnet.
Kanalen stod for omkring 4 procent af danskernes samlede tv-sening i 2008.

## Norge
Den norske 3+ blev skabt på samme måde som den danske 3+, ved at ZTV Norge, TV6 Norge og Sportskanalen slog sig sammen i 1996. Den norske 3+ eksisterede derimod kun i tre måneder før den blev nedlagt.

## TV3+ i HD
Fra februar 2010 har man kunne se TV3+ i HD. Nogle programmer bliver vist i såkaldt "opskaleret" HD – og andre i ægte HD. Man kan se om det er ægte HD, ved at se på logo'et i den ene side af toppen på skærmen. Hvis det er gult i feltet hvor der står HD, er det rigtig High Defenition – og hvis det er gennemsigtigt i feltet, hvor der står HD, er det opskaleret.